# Baumgarteninsel
Die Baumgarteninsel ist eine kleine Insel in Berlin-Köpenick nördlich der Köpenicker Altstadt und nahe dem Platz des 23. April.

## Geschichte

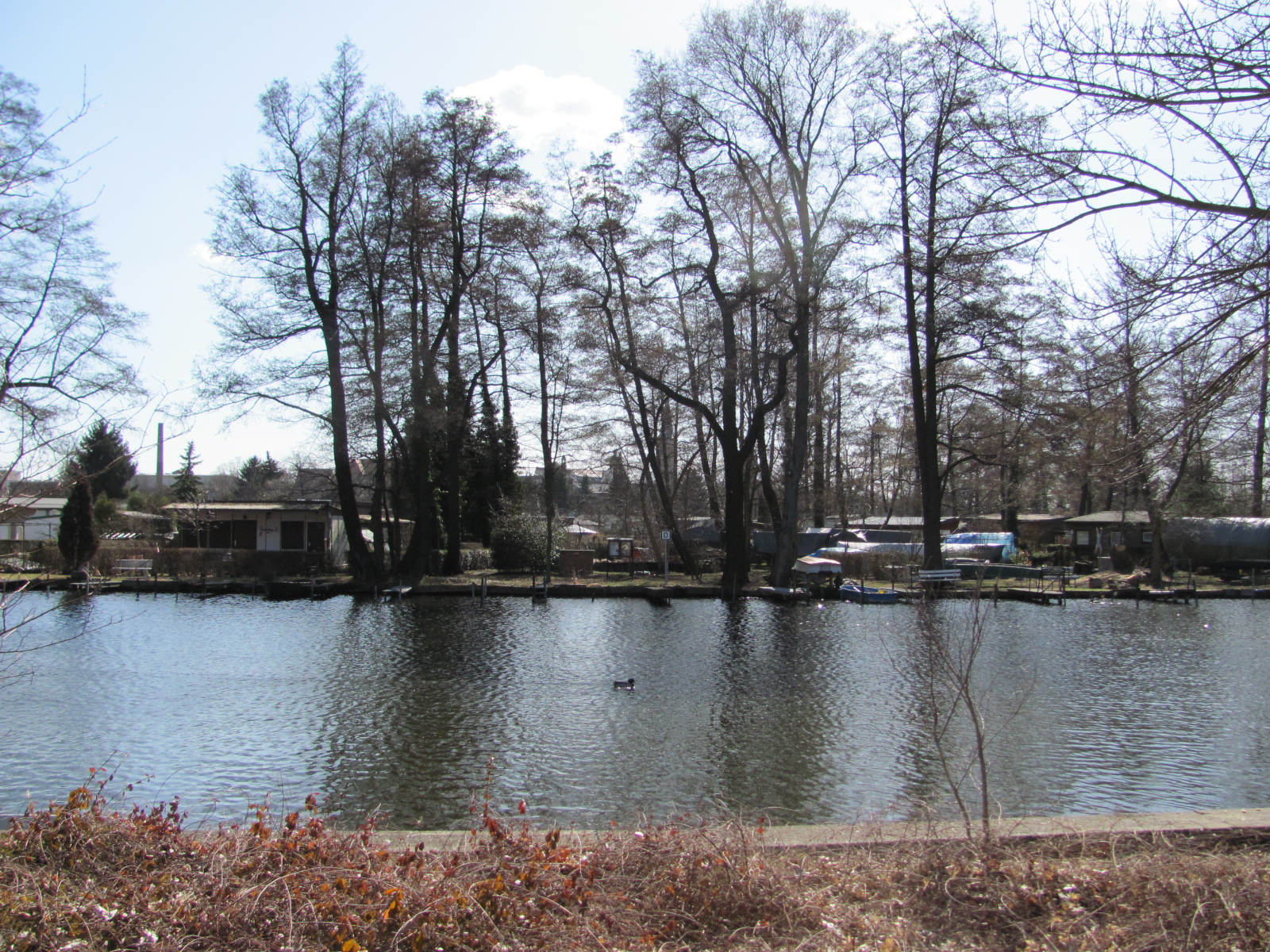
Baumgarteninsel von Norden

Das Areal wurde erstmals 1776 urkundlich als Kietzer Wiesen erwähnt. Die Wiesen dienten im 19. Jahrhundert den Köpenicker Wäscherinnen als Bleich- und Trockenplatz. Die Spree (heute Alte Spree) floss damals nördlich der Wiesen um das Gelände. Südlich befand sich nur ein kleiner Graben, den eine Katze überspringen konnte, der Katzengraben, der zur Entwässerung der Wiesen angelegt worden war. Ende des 19. Jahrhunderts wurde der Katzengraben im Rahmen einer Flussbegradigung der Müggelspree auf eine für die Schifffahrt notwendige Breite und Tiefe erweitert, sodass das Gelände zu einer Insel wurde. Später wurde sie aufgeschüttet, und Kleingärten wurden angelegt. Seit 1922 befindet sich auf der Insel die Kleingartenanlage Baumgarteninsel des Vereins Gartenfreunde Köpenick. 1970, zu Zeiten der DDR, wurde die Kolonie an das Elektrizitätsnetz und 1980 an das Wassernetz angeschlossen.

## Beschreibung
Die Baumgarteninsel ist nur per Boot erreichbar. Auf  der Insel wurde 2001 ein Pfeiler des Katzengrabenstegs zwischen Nord- und Südufer der Spree errichtet, jedoch wurde wegen der Proteste der Bewohner auf die Anlage eines Zugangs zur Insel verzichtet (siehe Foto in der Infobox).
Eine Silber-Weide im südöstlichen Bereich der Insel ist Naturdenkmal.